# سمر المطوسي
سمر المطوسي ( 4 فبراير 1993)، ممثلة و مقدمة برامج و عارضة أزياء تونسية، بدأت مسيرتها الفنية عام 2016.

## أعمالها[2]
- ليليا «فتاة تونسية» 2016[7]
- حياة أخرى 2016
- جزيرة الغفران 2020[8][9]
- الماندة 2020[10]